# Silurus biwaensis
 Silurus biwaensis és una espècie de peix de la família dels silúrids i de l'ordre dels siluriformes endèmica del llac Biwa (Japó).
Els mascles poden assolir els 118 cm de llargària total i els 17,2 kg de pes.